# Mazen Kerbaj

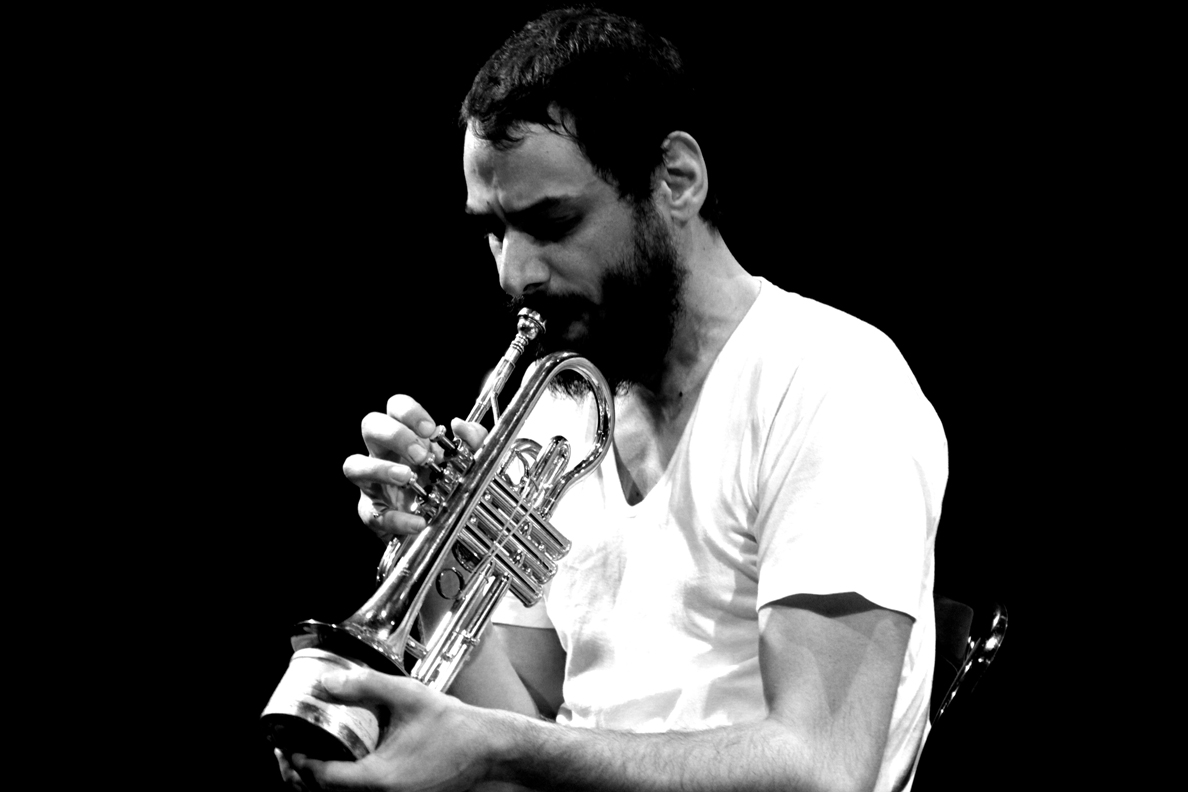
Mazen Kerbaj während des Irtijal‑Festivals 2010

Mazen Kerbaj (* 1975 in Beirut) ist ein libanesischer Improvisationsmusiker (Trompete), Musikproduzent, Autor und Comiczeichner.

## Leben und Wirken
Mazen Kerbaj arbeitet als Comiczeichner, Maler und Musiker; er veröffentlichte nach verschiedenen Beiträgen für Magazine (wie Wire, Lapin und Le tour du monde en bande dessinee) 2000 sein erstes Buch Journal 1999, ein Tagebuch in Comicform, ferner über acht weitere Bücher und Kurzgeschichtensammlungen. Seine Malereien, Zeichnungen und Karikaturen wurden vielfach ausgestellt, unter anderem in der Galerie Janine Rubeiz in Beirut und in der Galerie der Neuen Gesellschaft für Bildende Kunst in Berlin. Im Sommer 2016 stellte die temporäre, freie Ausstellungsinitiative Café Beirut der Griesbadgalerie in Ulm Mazen Kerbajs Zeichnungen aus dem Jahr 2012 aus, als er jeden Tag des Jahres in einem Bild festhielt.
Mazen Kerbaj ist außerdem Mitbegründer der libanesischen Improvisationsszene, so als Mitglied der Musikerorganisation MILL, die seit 2001 in Beirut das jährliche Irtijal Festival veranstaltet. 2004 war er Mitbegründer des Al Maslakh Ensemble (u. a. mit Paed Conca), 2005 entstand Al Maslakh als erstes Label für Improvisationsmusik in dieser Region; 2009 folgte das Sublabel Johnny Kafta’s Kids Menu für Alternative und Experimental-Rock aus dem Libanon. Seit 2000 tritt Kerbaj als Solist und in verschiedenen Bandprojekten im Nahen Osten, Europa und in den Vereinigten Staaten auf, so mit Sharif Sehnaoui, Franz Hautzinger, Lê Quan Ninh, Mats Gustafsson, Guillermo Gregorio, Gene Coleman, Michael Zerang (Cedarhead, 2006), Fred Lonberg-Holm, Michael Bullock, Vic Rawlings, David Stackenäs, Martin Küchen, Axel Dörner, Jarrod Cagwin, Thomas Lehn, Joe McPhee, Raymond Boni, John Butcher, Martin Blume und Maurice Louca.

## Diskografische Hinweise
- Mazen Kerbaj, Sharif Sehnaoui & Raed Yassine: A (cd-thèque, 2003)
- Franz Hautzinger / Mazen Kerbaj: Abu Tarek (Creative Sources, 2004)
- Mazen Kerbaj, Christine Sehnaoui, Sharif Sehnaoui & Ingar Zach: Rouba3i5 (Al Maslakh, 2005)
- Brt Vrt Zrt Krt (Al Maslakh, 2005) solo
- Mazen Kerbaj / Birgit Ulher / Sharif Sehnaoui: 3:1 (Creative Sources, 2008)
- Das B: Love (2025)

## Publikationen (Auswahl)
- Mazen Kerbaj: Beyrouth, juillet–août 2006. L’Association BD
- Mazen Kerbaj, Lenia Major: Suffit la bagarre! Edition Samir, 2012
- Mazen Kerbaj: Lettre à la mère (Arbeitstitel Plus jamais). Ed. Apocalypse, 2013